# Michael Rorer
Mathäus Michael Stanislaus Rorer (* 1738 in Poznań, Königreich Polen; † nach 1792) war polnischer Stadtschreiber in Poznań und Schwiegervater des Dichters E. T. A. Hoffmann.

## Leben

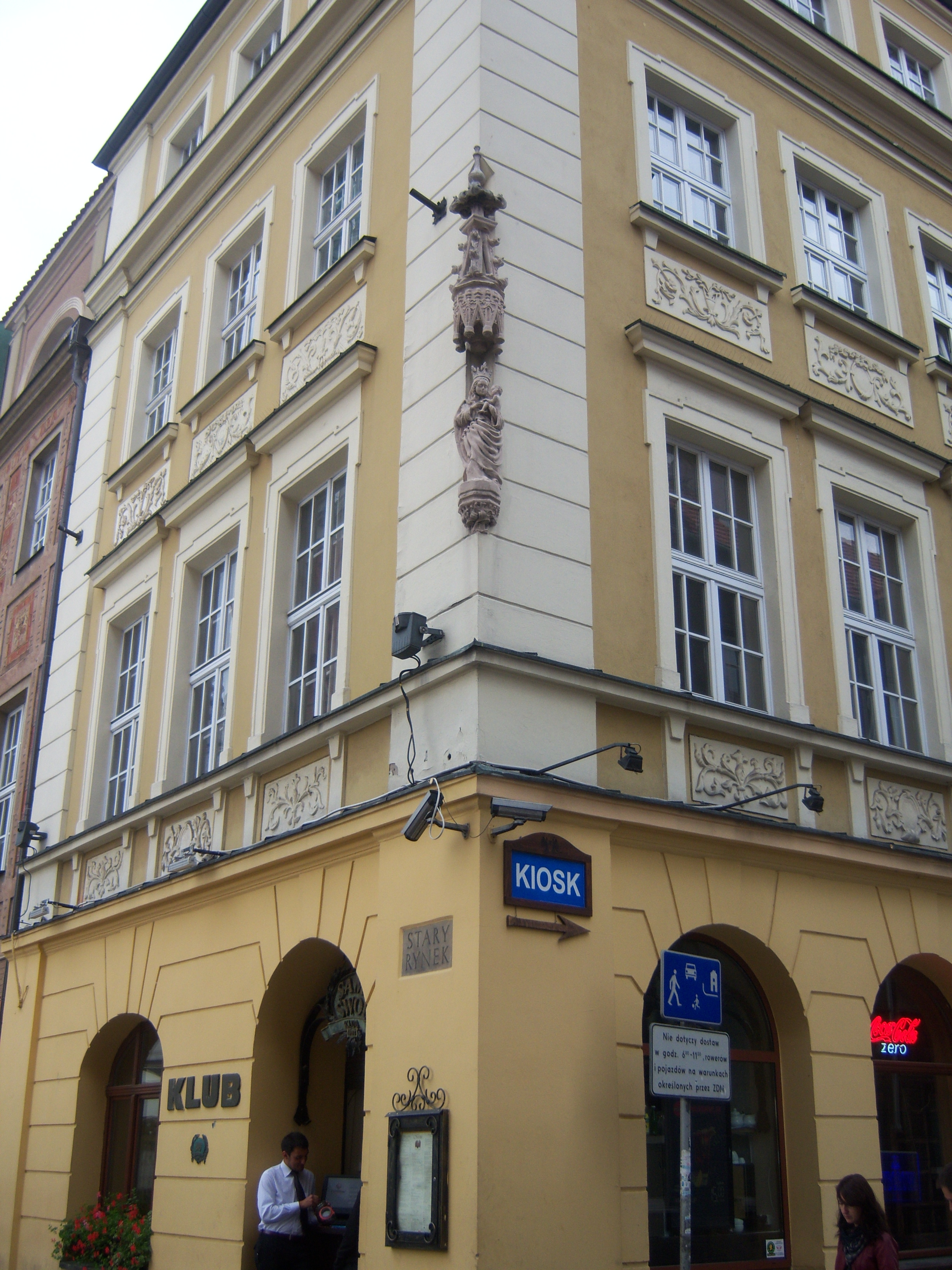
Alter Markt 100 in Poznań

Die Großeltern Andreas (Andrzej) und Hedwig (Jadwiga) Trzciński waren polnischer (und möglicherweise schottischer) Herkunft. Der Vater Antonius (Antoni; * 1701) wurde Bierbrauer und änderte den Familiennamen in Rorer. Die Mutter Elisabeth stammte aus der angesehenen Familie Libaber.
Michael Rorer wurde Jurist. 1772 war er Stadtrat (consul) in Poznań, und seit 1774 Stadtschreiber (Leiter der städtischen Kanzlei). Er trug außerdem den Ehrentitel eines königlichen Sekretärs. 1792 wurde er in diesen Ämtern abgelöst.
Sein Schicksal nach der preußischen Eroberung der Stadt 1793 ist unbekannt. 1802 lebte er wahrscheinlich nicht mehr.

## Ehe und Nachkommen
Michael Rorer war mit Josepha Winkler verheiratet, die aus einer wohlhabenden Kaufmannsfamilie stammte, die eine eigene Kapelle in der Stadtkirche St. Maria Magdalena hatte.  Ihre Töchter waren
- Nepomucena (* 1774), heiratete den preußischen Regierungssekretär Christian Bogumil Gottwald 1794
- Marianna Thekla Michalina (1778–1859), heiratete den bedeutenden Dichter und Komponisten E. T. A. Hoffmann 1802.

Die Familie wohnte am Alten Markt (Okręg rynku 98, jetzt Stary Rynek 100) von 1772 bis mindestens 1792.

## Kirchenbucheinträge
Über Taufen und Eheschließungen der Familie gibt es Eintragungen in den Kirchenbüchern der katholischen Parochie St. Maria Magdalena in Poznań. Sie enthalten interessante Informationen zur Familie und deren Umfeld.
Taufe Antonius Trciński 1701
- Antonius Paulus (Täufling)
- Eltern
  - Andreas Trzcinski
  - Hedvigis
- Taufpaten
  - Joannes Halbzgoth
  - Catharina Tepperowa
  - Jacobus Watson
  - Rosalia Halbzgotowa[7]

Die Namen Watson und Tepper (Teypor) deuten auf Nachkommen von schottischen Einwanderern, möglicherweise auch Halbzgoth. Keine weiteren polnischen Familiennamen.
Heirat Antonius und Elisabeth Rorer 1737
- Antonius Rurer, piwowar (Bierbrauer)
- Elisabeth Libabrowna
- Vater: Albertus Libaber
- Trauzeugen
  - Valentinus Nadalinski
  - Albertus Suchorski[9]

Der Familienname von Antonius ist jetzt Rorer/Rurer, statt vorher Trzciński.
Die Familie der Braut Libaber brachte später Wojciech Libaber, Stadtrat und Bierbrauer; sowie Antoni (Antonius) Libaber, Propst einen Frauenklosters hervor.
Nur polnische Familiennamen der Trauzeugen.
Taufe Michael Rorer 1738
- Mathäus Michael Stanislaus
- Eltern
  - Antonius Rurer
  - Elisabeth
- Taufpaten
  - Albertus Libaber (Großvater mütterlicherseits)
  - Hedvigis Stroinska
  - Michael Rurer (wahrscheinlich ein gleichnamiger Onkel, Stadtrat in Poznań)
  - Elisabeth Sztorkoska[10]

Nur polnische Familiennamen der Anwesenden.
Heirat Michael und Josepha Rorer 1772
- Mathäus Michael Rorer, consul (Stadtrat)
- Josepha Winklerowna
- Trauzeugen
  - Josephus Lamparski, proconsul (Józef Lamparski, meist Bürgermeister 1769–1790; 1794 Teilnehmer am Kościuszko-Aufstand)
  - Sebastianus Meier, consul (auch Sebastian Majer, Stadtrat, wichtige Persönlichkeit in Poznań)[11]

1772 ist Michael Rorer Stadtrat, die beiden Trauzeugen gehören zu den wichtigsten Amtsträgern in Poznań
Taufe Michalina Rorer 1778
- Marianna Thecla Michalina
- Eltern
  - Michael Rorer
  - Josepha Winkler
- Taufpaten
  - Ignatius Konowski
  - Elisabeth Rorerowa (Großmutter väterlicherseits)
  - Stanislaus Winer, doktor medycyny (Doktor der Medizin)
  - Catharina Keyserowa[12]

Andere Zeugen als 1772, darunter ein Doktor der Medizin